# گائدوراس
گائدوراس (به لاتین: Gaidouras) یک منطقهٔ مسکونی در قبرس شمالی است که در ناحیه غازی ماغوسا واقع شده‌است.